# Ruth Alice Allen
Ruth Alice Allen, née le 28 juillet 1889 à Cameron, Texas et morte le 7 octobre 1979 à Austin, Texas est une économiste et universitaire américaine spécialisée en économie institutionnelle.
Elle est connue pour ses travaux pionniers sur l'histoire du travail et du syndicalisme au Texas, ainsi que pour son étude historique du travail des femmes dans l'industrie du coton. Elle est également une des très rares femmes enseignant l'économie de son époque.

## Biographie
Allen nait le 28 juillet 1889 à Cameron, au Texas. Elle est presbytérienne et ne s'est jamais mariée. Ses parents sont Jennie (Adams) Allen et Thomas Franklin, enseignant. Elle grandit et va à l'école publique dans le comté de Milam and Falls. Après son diplôme de fin d'études secondaires, elle passe un examen d'aptitude à l'enseignement et enseigne pendant plusieurs années. Elle suit des cours d'été à l'université Baylor et au Southwest Texas State Teachers College et obtient son certificat d'enseignement permanent en 1914.
Elle débute des études à l'université du Texas en 1918 et décroche une licence en 1921 de l'Université du Texas à Austin en 1921 et une maitrise en économie en 1923, rédigeant une thèse sur le salaire minimum. Alors que peu de femmes étudient l'économie à cette époque, Allen obtient un doctorat dans cette discipline à l'université de Chicago en 1933. Sa thèse intitulée The Labor of Women in the Production of Cotton (Le travail des femmes dans la production du coton), constitue une des premières enquêtes sur le terrain concernant les conditions de vie et de travail des femmes au Texas et sur la condition des Afro-Américaines et des Mexicaines américaines au Texas. Son directeur de thèse est Harry A. Millis (en) et son comité de thèse comprend Frank Knight et Paul Douglas.

## Carrière
Ruth Allen enseigne l'économie à l'université du Texas de 1923 à 1959 et est nommée professeure en 1941. Ses recherches concernent l'histoire du travail et les travailleuses du Texas. Elle est l'autrice de plusieurs ouvrages influents dans le domaine des études sur le travail : Le travail des femmes dans la production du coton, une révision de sa thèse de 1933, et East Texas Lumber Workers (1961). Ce sont des enquêtes socioéconomiques factuelles sur ces industries du Texas à travers le prisme de l'économie institutionnelle. Allen a conçu les questionnaires elle-même et mène la plupart des entretiens elle-même.
Allen est la première économiste à accorder de l'importance à l'histoire du travail au Texas et aux syndicats texans. Elle découvre l'histoire du mouvement ouvrier au Texas. Elle étudie les premières grèves ouvrières comme la grève des cow-boys de 1883. Elle prend conscience de l'importance de conserver les documents écrits des syndicats à travers l'organisation d'archives syndicales publiques. Elle est en faveur de l'organisation et de la négociation collective des travailleurs et travailleuses. 
Ses cours sur le statut économique des femmes sont en avance sur son temps. Elle enseignait dans une faculté universitaire où les femmes représentent seulement 10 % à la fin des années 1920 et se spécialisent plutôt en économie domestique. Elle est également membre d'une des premières organisations de suffrage féminin.
Au début des années 1940 elle fait partie d'un groupe défendant la liberté académique. Elle fait partie du Comité des onze, qui s'est opposé au le licenciement du président de l'université du Texas, Homer Rainey, par le conseil d'administration en 1944.
De 1934 à 1935, Allen est superviseure pour la région du sud-ouest de la Division du coût de la vie du Bureau des statistiques du travail. Elle est membre de la Division 8 du War Labor Board et membre du War Manpower Commission's Women's Policy Committee (Comité de politique des femmes de la Commission du personnel de guerre) pendant la Seconde Guerre mondiale. Elle est membre du conseil d'administration du Social Science Research Council. Elle est rédactrice en chef du Social Science Quarterly de 1942 à 1947. 
Allen occupe le poste de présidente du département d'économie entre 1942 et 1943, et est conseillère d'études supérieures du département jusqu'à sa retraite en 1959.
Le fonds Ruth Allen contient des documents de recherche relatifs aux études sur le travail, notamment des notes, des coupures de presse, des rapports et des photographies.
Après avoir pris sa retraite pour la première fois, elle passe six ans au Huston-Tillotson College pour préserver son accréditation (en) avant de prendre sa retraite à nouveau en 1968.
Elle est morte à Austin le 7 octobre 1979, âgée de 90 ans.

## Publications
- (en) East Texas Lumber Workers: An Economic and Social Picture, 1870-1950, Texas, University of Texas Press, 2011, 262 p. (ISBN 978-0274702145).